# Ajustement dynamique de la tension
 (septembre 2020).
Si vous disposez d'ouvrages ou d'articles de référence ou si vous connaissez des sites web de qualité traitant du thème abordé ici, merci de compléter l'article en donnant les références utiles à sa vérifiabilité et en les liant à la section « Notes et références ».
L'ajustement dynamique de la tension des processeurs (en anglais dynamic voltage scaling) est une technique de gestion de la tension électrique utilisée dans les architectures des ordinateurs.
Cette technique consiste à augmenter ou réduire la tension des courants électriques qui parcourent le processeur. L'augmentation de la tension est généralement utilisée pour augmenter la fiabilité d'un système, la réduction permet, quant à elle, de réduire la consommation d'énergie.
Cette technique est utilisée massivement dans les appareils mobiles tels quel les téléphones mobiles, les tablettes et les ordinateurs portables.
L'ajustement dynamique de la tension est à ne pas confondre avec l'ajustement dynamique de la fréquence (Dynamic frequency scaling) d'un processeur.